# Lier, Antwerpen
Lier (tiếng Pháp: Lierre) là một đô thị ở tỉnh Antwerp. Đô thị này gồm thành phố Lier và làng Koningshooikt. Tại thời điểm ngày 1 tháng 1 năm 2006, Lier có dân số 33.272 người. Tổng diện tích là 49,70 km² với mật độ dân số là 669 người trên mỗi km².